# Vancouver Opera
La Vancouver Opera è la seconda più grande organizzazione di arti dello spettacolo nella Columbia Britannica e la più grande compagnia d'opera del Canada occidentale. Le sue esibizioni sul palco principale si svolgono al Queen Elizabeth Theatre, altri locali sono a Vancouver e occasionalmente altrove nella Columbia Britannica. La Vancouver Opera ha una delle uniche due orchestre liriche professionali in Canada (l'altra è la Canadian Opera Company di Toronto). Dopo molte stagioni regolari con quattro produzioni sul palco principale all'anno, la compagnia ha visto la sua prima stagione di festival nel 2017. La Vancouver Opera gestisce anche un programma scolastico e educativo, e vari eventi per la comunità.

## Storia
La Vancouver Opera è stata fondata nel 1958 da William Morton e ha presentato la sua prima produzione nel 1960. Dal suo inizio fino al 1974, e per due stagioni dal 1982 al 1984, la compagnia è stata guidata dal direttore artistico Irving Guttman.
La compagnia ha presentato cinque anteprime mondiali: The Architect (McIntyre e Cone), Naomi's Road (Luengen e Hodges), Jack Pine (Hille), Lillian Alling (Estacio e Murrell) e Stickboy (Weisensel e Koyzcan). Ha prodotto la première canadese di Nixon in China (2010) di John Adams e Tea: A Mirror of Soul (2013) di Tan Dun.
Il direttore d'orchestra Richard Bonynge è stato direttore artistico dal 1974 al 1982 ed è stato il direttore musicale fondatore della Vancouver Opera Orchestra, una delle uniche due orchestre d'opera in Canada, al momento della sua creazione nel 1977 (prima del 1977, le produzioni operistiche erano suonate da un'orchestre composte da membri della Vancouver Symphony Orchestra). Nel 1984 Brian McMaster iniziò un mandato di cinque anni. Fu seguito da Guus Mostart per tre stagioni (1989–90, 1990–91 e 1991–92), e da Robert Hallam, che nel 1991 è stato nominato alla nuova carica di Direttore Generale.
L'attuale direttore generale della compagnia, Tom Wright, ha assunto la carica nel novembre 2019 come direttore generale ad interim ed è stato confermato come direttore generale nell'aprile 2020. Il direttore musicale emerito della Vancouver Opera è Jonathan Darlington, che guida le forze musicali della compagnia dal 2002.